# Сахарный песок
Сахарный песок (также кристаллический сахар, ГОСТ 33222-2015 называет сыпучую очищенную сахарозу сахаром белым) — сыпучий пищевой продукт, представляющий собой сахар в виде отдельных кристаллов с размерами 0,2—2,5 мм, предназначенный для реализации населению, промышленной переработки и других целей.
Сырьём для производства сахарного песка служит преимущественно сахарная свёкла и сахарный тростник.

## Основные характеристики сахарного песка
- Размер кристаллов — 0,2—2.5 мм
- Цвет кристаллов — белый, белый с желтоватым оттенком
- Массовая доля сахарозы — 99,55—99,75 % (в пересчёте на сухое вещество)
- Массовая доля влаги — 0,14—0,15 %

Кроме прямого употребления населением в пищу, сахарный песок широко используется в пищевой промышленности для производства консервов, напитков, кондитерских изделий, в биофармацевтической промышленности и др.